# 蒂什基維奇宮

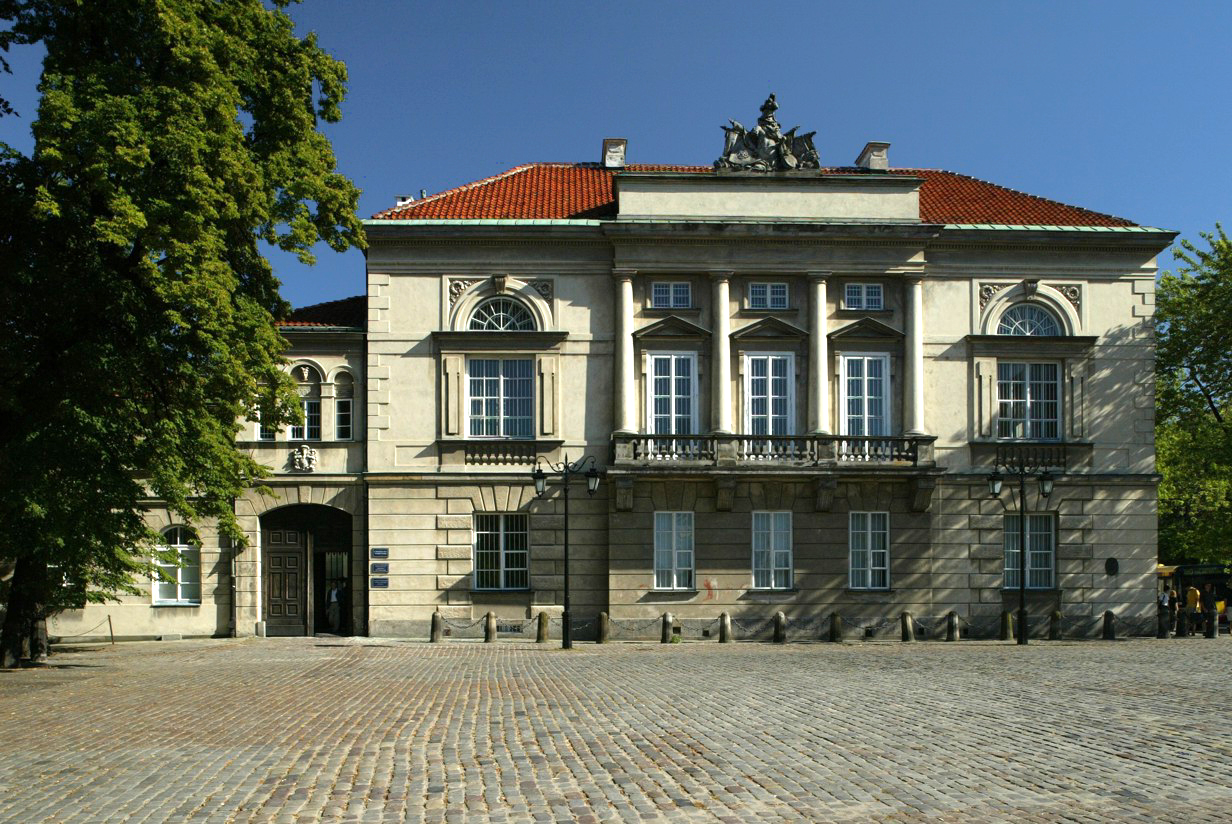
蒂什基維奇宮

蒂什基維奇宮（波蘭語：pałac Tyszkiewiczów w Warszawie）是位於波蘭首都華沙的一處宮殿建築。這座宮殿也是華沙最美麗的新古典主義建築之一。宮殿的建設開始於1785年，竣工於1792年。二戰期間宮殿被燒毀。二戰之後宮殿得到重建。現在華沙大學使用這座建築。

## 外部連結
- （波兰語） Pałac Tyszkiewiczów

52°14′26″N 21°01′02″E / 52.24056°N 21.01722°E